# Albula-Alpen

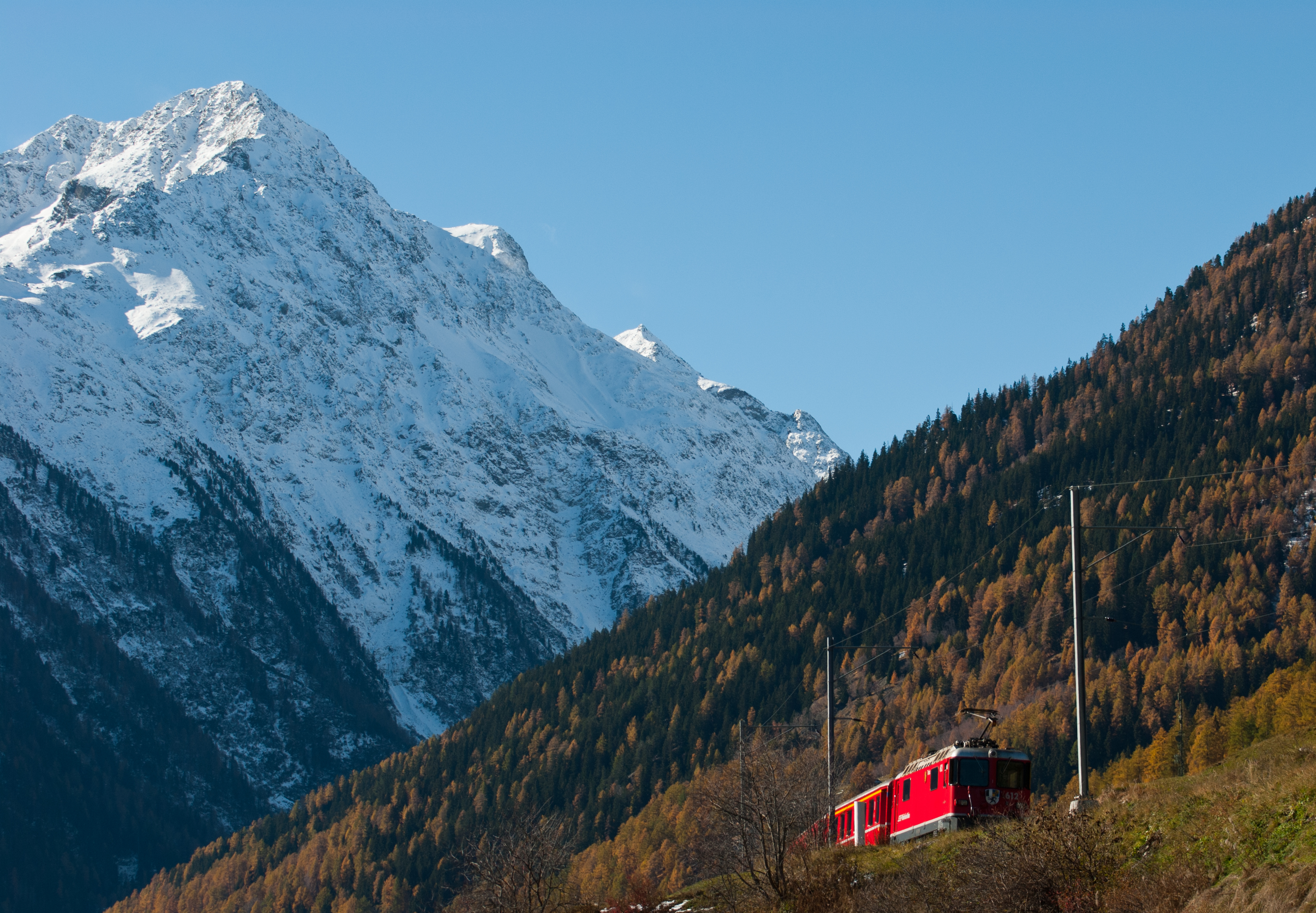
Piz dal Ras (3028 m n.p.m.)

Albula-Alpen – pasmo górskie w Alpach Wschodnich, część Alp Retyckich. Leży w Szwajcarii w kantonie Gryzonia. Nazwa pochodzi od rzeki Albula. Pasmo to oddzielone jest od Oberhalbsteiner Alpen na zachodzie przez przełęcz Septimer i rzekę Julia; od pasma Plessur-Alpen na północnym zachodzie przez rzekę Landwasser; od pasma Silvretta na północnym wschodzie przez przełęcz Flüelapass; od Alpi del Bernina na południowym wschodzie przez przełęcz Maloja i rzekę Inn.
Biorą tu swój początek rzeki Albula, Julia, Landwasser i Inn.

## Szczyty
Najważniejsze szczyty pasma Albula-Alpen to:
- Piz Kesch 3418[4] m n.p.m.
- Piz Calderas 3393 m n.p.m.
- Piz Julier 3385 m n.p.m.
- Piz d’Err 3381 m n.p.m.
- Piz Ela 3340 m n.p.m.
- Piz Uertsch 3273 m n.p.m.
- Piz Ot 3251 m n.p.m.
- Piz Vadret 3226 m n.p.m.
- Corn da Tinizong 3173 m n.p.m.
- Piz Mitgel 3163 m n.p.m.
- Flüela Schwarzhorn 3156 m n.p.m.
- Hoch Ducan 3066 m n.p.m.